# Intrexx
Intrexx Professional je multiplatformní nástroj na vytváření a provozování aplikací, firemních extranetů nebo intranetů a to prostřednictvím webové platformy.
Aplikace Intrexx Portal Manager je navržena tak, aby bylo možné portálové aplikace a funkčnosti tvořit na principu drag & drop bez nutnosti programování a znalosti programovacích jazyků. Intrexx dále umožňuje snadnou integraci jiných datových zdrojů – aplikací a systémů – a to využitím adaptérů na protokolů JDBC, SAP, OData, Microsoft Exchange, M-Files a dalších. Tvůrce portálu tak může velmi snadno integrovat velkou škálu systémů a centralizovat zobrazování dat do jednoho místa a s daty dále pracovat.

## Architektura
Nástroj Intrexx je složen ze dvou částí.

### Intrexx Portal Manager
Intrexx Portal Manager může být nainstalovaný na jakémkoliv zařízení a slouží výhradně na správu a tvorbu běžícího portálu. Obsahuje subsystém na tvorbu vzhledu portálu, nástroj na snadnou tvorbu aplikací, správu uživatelských účtů, integrační nástroj na propojování aplikací třetích stran, systém na definování a tvorbu procesů a světově unikátní nástroj Relationship manager, který řídí proces a datové vztahy integrovaných aplikací a systémů.

### Intrexx Portal Server
Intrexx Portal Server nainstalovaný na serveru poskytuje produkční činnost portálu a zastřešuje běh portálu, aplikací a přístupu k datům třetích stran. Intexx Portal Server následně řeší přihlašování uživatelů a celkovou obchodní logiku operací a přístupových práv k agregovaným informacím.

## Ocenění
- JDK.de Inovativní cena (Jdk.de, 2009)
- Seznam porotců „Großer Preis des Mittelstandes“ (2009, 2011)
- Nominován pro JAX Innovation Award (2008)
- Inovativní cena v kategorii SOA (Initiative Mittelstand, 2008)
- Inovativní cena od German Federal State of Baden-Wuerttemberg (Ministry of Economics Federal State of Baden-Wuerttemberg, 2005)[8]
- Inovativní cena od City of Freiburg (City of Freiburg, 2004)
- Produkt roku (PC-Magazine, 2000/2001, 2001/2002, 2002/2003)
- Nováček roku (Computer Reseller News, 2001)
- Vítěz intranetových benchmarkových testů (Internet Professional, 2000)
- Zanesení společnosti United Planet a jejich produktu Intrexx na seznam doporučovaných řešení od společnosti Gartners „Magic Quadrant for Horizontal Portals“. [1]
- Gartner's Magic Quadrant for Horizontal Portals – 2012, 2013, 2014lllll